# غزو الصحراء
غزو الصحراء (بالإسبانية: Conquista del desierto) هي حملة عسكرية أدارها الجنرال خوليو روكا الأرجنتيني في سبعينيات القرن التاسع عشر بهدف فرض هيمنة الأرجنتين على صحراء باتاغونيا، التي كان يقطنها السكان الأصليون. تحت قيادة الجنرال روكا، بسط غزو الصحراء النفوذ الأرجنتيني إلى باتاغونيا وأنهى احتمال التوسع في تشيلي هناك.
قتلت القوات الأرجنتينية أكثر من 1000 من شعب مابوتشي ونزح أكثر من 15000 آخرين من أراضيهم التقليدية. ثم استصلح المستوطنون البيض الأراضي بغرض الزراعة، وحولوها إلى «سلة خبز» والتي جعلت من الأرجنتين قوة زراعية عظمى في أوائل القرن العشرين. كان هذا الغزو موازيًا لحملة مماثلة في تشيلي تُسمى احتلال أروكانيا.
كان هذا الغزو مثيرًا للجدل، إذ وصفه المدافعون بمهمة التثقيف (أو نشر الحضارة)، بينما صنفه التعديل التاريخي على أنه إبادة جماعية.

## الخلفية
أدى وصول المستعمرين الإسبان إلى شواطئ نهر ريو دي لا بلاتا وتأسيس مدينة بوينس آيرس خلال القرن السادس عشر إلى المواجهات الأولى بين الإسبانيين والقبائل الهندية المحلية، وخاصةً الكوراندي (الذين يسمون بالبامبا أيضًا). وقد اشترى الإسبان منطقة بوينس آيرس الداخلية من الهنود المحليين لاستخدامها في تربية الأبقار. وأدى هذا الاستخدام إلى نزوح معظم الحيوانات التي يصطادها السكان الأصليون بشكل تقليدي. ورد الهنود بمهاجمة البلدات وقتل المستوطنين وإطلاق أو أخذ العديد من الأبقار والخيول من المزارع. وردًا على ذلك، فقد بنى المستعمرون الإسبان الحصون ودافعوا عن أنفسهم ضد هذه الهجمات المتكررة.
انتقلت التخوم التي تفصل بين المزارع الاستعمارية وبين أراضي الهنود بشكل تدريجي خارج بوينس آيرس؛ في نهاية القرن الثامن عشر، كان نهر سالادو هو الحد بين الحضارتين. اضطر العديد من الهنود إلى التخلي عن قبائلهم للعمل في المزارع. واندمج بعضهم مع السكان البيض وتزوجوا منهم. ونشأت مجموعة تُعرف باسم غاوتشو نتيجة العمل في المزارع.
بعد أن حصلت الأرجنتين على الاستقلال في عام 1816، واجهت المقاطعات العديد من النزاعات أثناء نضالها حول كيفية التنظيم. بمجرد أن سويت هذه النزاعات، أرادت الحكومة أن تضع يدها بسرعة على الأراضي التي تطالب بها الجمهورية حديثة العهد (جزئيًا لمنع تشيلي من التعدي عليها). مثلما أرادت زيادة الإنتاج الزراعي الوطني وتقديم أراضٍ جديدة للمهاجرين المحتملين.
في عام 1833 قام خوان مانويل دي روساس في مقاطعة بوينس آيرس وزعماء عسكريون آخرون في منطقة كويو بتنسيق الهجمات لمحاولة إبادة القبائل الأصلية المقاومة، لكن بعثة روساس هي فقط التي حققت بعض النجاح. أثناء ذلك أسست تشيلي بونتا أريناس في مضيق ماجلان عام 1845، الأمر الذي هدد مطالبات الأرجنتين بباتاغونيا. في وقت لاحق من عام 1861، بدأت تشيلي باحتلال أروكانيا، وهو الأمر الذي أثار قلق السلطات الأرجنتينية بسبب تنامي نفوذ منافستها في المنطقة. هزمت تشيلي المابوتشي في منطقتهم الوسطى. هذه القبيلة من السكان الأصليين كانت لها روابط لغوية وثقافية قوية مع قبائل الرُحل على الجانب الشرقي من جبال الأنديز، والتي تتقاسم معهم نفس اللغة.
في عام 1872، هاجم زعيم السكان الأصليين كالفوكورا وأتباعه الستة آلاف مدن جنرال ألبير وبينتيكينكو دي مايو ونويفيه دي خوليو. حيث قتلوا 300 مستوطن وأخذوا مئتي ألف بقرة. كانت هذه الأحداث بمثابة حافز للحكومة لتبدأ غزو الصحراء.
قاد الهنود الأبقار المسروقة من هذه الهجمات (غنائم أو تُسمى مالون) إلى تشيلي عبر رستريليادا دي لوس تشيلينوس وتاجروا بها مقابل البضائع. ويشير المؤرخ جورج ف. راوخ إلى أدلة على أن السلطات التشيلية كانت على علم بأصل تلك الأبقار ووافقت على التجارة من أجل تعزيز نفوذها على أراضي باتاغونيا. إذ كانوا يتوقعون في النهاية احتلال تلك الأراضي مستقبلًا.

## حملة آلسينا
في عام 1875 قدم أدولفو آلسينا -وزير الحرب في عهد الرئيس نيكولاس أفيلانيدا- للحكومة خطة وصفها لاحقًا بأنها تهدف إلى «إعمار الصحراء، وليس لتدمير الهنود».
كانت الخطوة الأولى هي ربط بوينس آيرس والحصون بخطوط التلغراف. ووقعت الحكومة معاهدة سلام مع الزعيم خوان خوسيه كاتريل. لكنه خرقها بعد وقت قصير، مثلما فعل الزعيم نامونكورا و3500 من المحاربين، فهاجم تريس أرويوس وتانديل وأزول وغيرها من البلدات والمزارع. كانت الخسائر أعلى مما كانت عليه في عام 1872: قتلت قوات كاتريل ونامونكورا 400 مستوطن، واحتجزت 300 أخرين، وسرقت 300 ألف بقرة.
هاجم آلسينا الهنود، وأجبرهم على التراجع، وترك الحصون في طريقه جنوبًا لحماية المناطق التي غُزيت. وقد أنشأ أيضًا خندقًا يبلغ طوله 374 كيلومترًا ويُسمى خندق آلسينا. والذي كان من المفترض أن يصبح حدًا حصينًا للأراضي التي لم تغزا بعد. إذ كان عرضه 3 أمتار وعمقه مترين، ما شكل عائقًا أمام الهنود لأخذ الأبقار.
واصل الهنود أخذ الأبقار من المزارع في مقاطعة بوينس آيرس وجنوب محافظة مندوزا، لكنهم وجدوا صعوبة في الهرب إذ أبطأت الحيوانات مسيرتهم. فكان عليهم مواجهة وحدات الدوريات التي تبعتهم. ومع استمرار الحرب، وقع بعض الهنود في النهاية على معاهدات سلام واستقروا بين «المسيحيين» وراء خطوط الحصون. وقفت بعض القبائل المتحالفة مع الحكومة الأرجنتينية على الحياد، أو في بعض الأحيان قاتلت لصالح الجيش الأرجنتيني. وفي المقابل مُنحوا شحنات دورية من الأبقار والطعام. بعد وفاة آلسينا في 1877، عُيّن خوليو روكا الأرجنتيني وزيرًا للحرب، وقرر تغيير الاستراتيجية.

## حملة روكا
خوليو روكا الأرجنتيني، وعلى عكس آلسينا، اعتقد أن الحل الوحيد ضد التهديد الهندي هو القضاء عليهم أو إخضاعهم أو طردهم.
«يُلزمنا احترامنا لذاتنا كشعب رجولي بأن نقمع في أقرب وقت ممكن، عن طريق العقل أو بالقوة، هذه الحفنة من المتوحشين الذين يدمرون ثروتنا ويمنعوننا بالتأكيد من التقدم بالإعمار، باسم القانون، ويحرموننا أمننا، المتمثل بأغنى وأخصب أراضي الجمهورية». خوليو روكا الأرجنتيني.
في نهاية عام 1878 بدأت أول عملية مسح «لتطهير» المنطقة الواقعة بين خندق آلسينا ونهر نيغرو بهجمات متواصلة ومنهجية على المستوطنات الهندية.و في 6 ديسمبر 1878، اشتبكت عناصر من قسم بون بقيادة العقيد تيودورو غارسيا مع طرف متحارب على مرتفعات ليوهي كاليل. في معركة قصيرة ولكنها صعبة، حيث قُتل 50 هنديًا، وأُسر 270، وأطلق سراح 33 مستوطنًا.
تلا ذلك العديد من المواجهات المسلحة، حتى ديسمبر 1878، حيث أسر أكثر من 4000 هندي وقتل 400، وإطلق سراح 150 مستوطن واسترجع 15000 بقرة.
مع وجود 6000 جندي مسلحين ببنادق ريمنغتن الارتدادية الجديدة، بدأ روكا في عام 1879 عملية المسح الثانية التي وصلت إلى شويلي شويل خلال شهرين، بعد أن قتلوا 1313 هنديًا وأسروا أكثر من 15000. وفيما يخص الأمور أخرى، وجدت الشركات الجنوبية طريقها إلى نهر نيغرو ونهر نيوكين، وهو رافد شمالي لنهر نيغرو. وشكل النهران معًا الحدود الطبيعية من جبال الأنديز إلى المحيط الأطلسي. وأدى هذا الهجوم إلى هجرة كبيرة من المابوتشي إلى المنطقة المحيطة بكيوراريهيو وبوكون في تشيلي.
بُني العديد من المستوطنات على حوض هذين النهرين، بالإضافة إلى عدد أخر على نهر كولورادو. وعند البحر، أقيمت بعض المستوطنات على الحوض الجنوبي لنهر تشوبوت بشكل رئيسي من قبل المستوطنين الغاليين (الويلزيين) في واي أولادفا.